# Муганская советская республика
Муга́нская Сове́тская Респу́блика, или Ленкора́нская Сове́тская Респу́блика — советская республика, существовавшая с 15 мая 1918 по 23 июля 1919 года в Ленкоранском уезде Бакинской губернии на юге современной Азербайджанской Республики.

## Предыстория

### Русская революция
Мугань накануне двух революций располагалась в пределах Джеватского и Ленкоранского уездов Бакинской губернии. Конфликт между русскими переселенцами и азербайджанским населением в Муганской долине вспыхнул уже в первые недели после Октябрьской революции и перерос в многомесячное взаимное истребление.
Временное правительство России медлило с проведением выборов в Учредительное собрание, подготовка к которым началась сразу после Февральской революции. Свергнув Временное правительство, большевики сформировали новое правительство — Совнарком РСФСР, назначившее выборы во Всероссийское учредительное собрание. Они показали раскол многонационального государства. Если в городах среди русских рабочих и солдат популярностью пользовались эсеры и большевики, то в остальном в городах и деревнях Восточного Закавказья победа была за Дашнакцутюн и Мусават, а в Западном Закавказье за меньшевиками. Результаты выборов по Ленкорани показали, что из 64,183 голосов избирателей партия Мусават получила 53,910; Иттихад — 7,625; эсеры — 848; большевики — 789 голосов. Однако 6 января 1918 года Всероссийский ЦИК распустил Учредительное собрание, а 18 января акт подтвердил III Всероссийский Съезд Советов рабочих и крестьянских депутатов.
На пространстве распадающейся Российской империи, тем временем, начинают складываться две крупные военно-политические группировки, противостоящих друг другу — партия большевиков и их сторонники с одной стороны и Белое движения с другой. Если большевики опирались на промышленный пролетариат, то белогвардейское ряды составили общепатриотически настроенные военные, монархисты и не принявшие большевистский режим социалисты и демократы. Белогвардейцы шли под лозунгом «За Великую, Единую и Неделимую Россию», в то время как большевики провозгласили курс на интернационал, «самоопределения наций» и мировую революцию. Так, дворянин Б. А. Хошев, прибывший в Мугань после Февральской революции, не уехал, чтобы «хоть там спасти отдалённый клочок дорогой и истерзанной Родины». Помимо белогвардейцев и красноармейцев, в борьбу вовлекались и другие политические силы (например меньшевики и миллионная партия эсеров), а в районах Закавказья такие национальные партии как Дашнакцутюн, Мусават.

### Развёртывание Гражданской войны в регионе
2 (15) ноября 1917 года в Баку на заседании Бакинского Совета (Баксовета) без вооружённой борьбы была провозглашена Советская власть (правые эсеры, меньшевики и дашнаки демонстративно покинули заседание, а левые эсеры блокировались с большевиками). Спустя несколько дней, 15 (28) ноября, грузинские меньшевики, эсеры, армянские дашнаки и азербайджанские мусаватисты составили в Тифлисе Закавказский комиссариат, который распространил свою власть на всё Закавказье, кроме Баку. Сам Баку в марте 1918 года стал ареной кровопролитных событий, завершившийся укреплением власти Баксовета.
По материалам газеты «Бакинский рабочий» 12 апреля в Ленкорань Баксоветом был направлен отряд численностью в 280 человек, образованный из рабочих. В освобождённом от контрреволюционеров городе установилась Советская власть, а бывший царский полковник барон Остен-Сакен и несколько мусаватских офицеров оказались в плену. В исследовании Т. Ф. Ермоленко и О. М. Морозовой сказано, что 15-16 апреля (в другой работе О. М. Морозовой указан 27-29 марта) из Баку в Ленкорань прибыл пароход «Александр Жандр» с 40 людьми и вооружением, что изменило расстановку сил в городе и его окрестностях. На его борту находился десантный отряд под начальством Григория Арустамова, состоявший из русских муганцев и бакинских армян. Национальный Совет, олицетворяя местную власть, признал власть Баксовета. Вскоре сюда прибыли образованные на базе рабочих отрядов ряд батальонов и в числе этих отрядов была некоторая часть армянских дашнаков.
Состоявшийся вскоре съезд избрал Исполком Мугани или Временный Комитет, в состав которой вошли правые эсеры, левые эсеры и большевики. Первая Советская власть на Мугани носила эсеровский характер. Гнездом правых эсеров назвал Ленкорань бывший член Особого бакинского отряда И. Файковский, но по замечанию Арустамова тогда все называли себя эсерами.
25 апреля на расширенном заседании Бакинского Совета было образовано местное правительство — Бакинский Совет Народных Комиссаров, состоящий из большевиков и левых эсеров. 1 мая в Ленкорани состоялся митинг с участием до 2 тысяч человек. Резолюция первомайского митинга гласила: «Признать власть Советов, как в центре — Баку, так и организующуюся советскую власть гор. Ленкорани». Как писал на страницах «Правды» И. В. Сталин: «…Баку, цитадель Советской власти в Закавказье, от Ленкорани и Кубы до Елизаветполя, с оружием в руках утверждает права народов Закавказья, всеми силами старающихся сохранить связь с Советской Россией».
Обостряла ситуацию и развернувшейся военная интервенция. Закавказский сейм, созванный 10 (23) февраля Закавказским комиссариатом, не смог противостоять наступлению турецких войск. Османская империя, намереваясь не допустить вмешательства Советской России, с которой она заключила Брест-литовский мир и чтобы развязать себе руки, настаивали на независимости Закавказья. Этот ультиматум был принят Закавказским сеймом, который провозгласил 22 апреля независимость Закавказской демократической федеративной республики. Однако спустя месяц это государство распалось. 28 мая в Тифлисе Национальный совет Азербайджана, ведущую роль в котором играла партия «Мусават», принял декларацию о независимости Азербайджанской Демократической Республики (АДР) в пределах нескольких административных единиц бывшей империи, в том числе Бакинской губернии. АДР заручилась турецкой военной поддержкой и совсем скоро между турецко-азербайджанскими войсками и вооружёнными формированиями Баксовета развернулись боевые действия.
31 июля Бакинский Совнарком на чрезвычайном заседании Бакинского Совета ушёл в отставку и уже 1 августа образовалось новое правительство — Диктатура Центрокаспия, состоящая из дашнаков, правых эсеров и меньшевиков. На Мугани за падением Бакинской коммуны последовало образование «Диктатуры пяти». В её состав вошли Д. Н. Кропотов, Ильяшевич, Шиманов, Сухоруков, С. Б. Саратиков. Кроме офицера и дворянина Д. Н. Кропотова, царского полковника Ильяшевича и Шиманова, остальные двое были представителя прежней власти — Исполкома Мугани, причём Сухоруков являлся эсером, а С. Б. Саратиков большевиком, хотя другие большевики постепенно покинули Ленкорань.
В промежуток времени, начиная с сентября 1918 и по январь 1919 годов, Диктатуру пяти сменила Муганская краевая управа. Вначале она ориентировалась на Главнокомандующего войсками и флотом в Прикаспийском крае Л. Ф. Бичерахова, а затем на назначенного командующим Добровольческими войсками на Кавказе — генерала М. А. Пржевальского. Опиралась же она на вооружённые отряды полковника Ильяшевича. Этот режим в воспоминаниях моряка М. Судайкина назван чем-то «вроде советской власти». Примечательным является то, что на её службе находились батальоны, присланные весной 1918 года Баксоветом.
В сентябре турецко-азербайджанские войска заняли Баку. Правительство Диктатуры Центрокаспия бежало. Вскоре сюда из Гянджи переехало правительство Азербайджанской Демократической Республики. Существовавшая в крае эсеровская Краевая управа фактически не признавала это правительство. В отношении Мугани Управа вынашивала планы превратить её в основную военно-стратегическую базу Добровольческой армии на юге Каспия, а также оказать помощь генералу А. И. Деникину по захвату Азербайджана. Не оставались в стороне и их противники. Бакинские большевики собирались в Баку провести майскую забастовку рабочих-нефтяников, а намерением командования Красной армии являлось создание на юго-западном побережье Каспия стратегического плацдарма, откуда в тот период планировалось наступление на Баку с юга и, при наличии на то условий, превратить майскую забастовку в вооружённое восстание.

## История

### Провозглашение Советской власти
Управа допустила существование на Мугани какого-то Комитета связи, который для советских мемуаристов носил нелегальный характер, что не подтверждается русским офицером-пограничником В. А. Добрыниным. После того как поручик Б. А. Хошев покинул Ленкорань, разоружив перед уходом ленкоранские части, Муганская краевая управа стала терять власть. Активизировались просоветские элементы. В. А. Добрынин писал:
Краевая управа распалась сама собой, т.к. представители от Муганских сёл разъехались по домам, а остальные члены, не получая содержания, были вынуждены заняться частным трудом. Хотя ни занятий, ни службы уже не было, но солдатам некуда было деваться, и они продолжали жить в казармах, утеряв уже всякое подобие воинского облика, занимаясь, кто торговлей, кто кражей, кто продажей татарам оставшегося еще на руках казённого оружия. Власть была совершенно бессильна, не имея в своем распоряжении ни одной воинской части, хотя всё, что составляло раньше Муганские войска: солдаты, оружие, имущество — оставалось на лицо.
25 апреля в Ленкоране было поднято восстание и в течение нескольких часов под контроль повстанцев перешли помещения Краевой управы и штаба войск, почта, маяк, радиостанция, морской порт. Белогвардейские офицеры подверглись аресту. То, что имел место переворот есть и в рассказах советских мемуаристов. По описанию Шпинёва, на рассвете 24 апреля в Ленкорань прибыла вооружённая сила Комитета связи — конный эскадрон. На северном форштадте им были оставлены лошади. Он разошёлся по городу и затем собрался близ ханского дворца. Всех офицеров, чьи адреса квартир были известны, арестовали в 4 часа вечера, собрали в помещении маяка, а потом перевели на о. Сары.
29 апреля большевики угнали из Баку баркас «Встреча» и тогда же на нём они привезли в Ленкорань боеприпасы, 9 млн рублей. В край стали прибывать военные специалисты и работники из Астрахани и Баку, доставляться оружие и боеприпасы. Суда Особой морской экспедиции с мая по июль перебросили в Ленкорань около 200 бойцов и командиров из XI Красной Армии, более 150 ящиков с боеприпасами и значительные денежные средства. Сюда устремились те, кого преследовали мусаватисты. В числе тех бакинских большевиков, кто появился на Мугани, были Бахрам Агаев, Коваль, Калинин, Самсон Канделаки, Николай Енгибаров. Один из них — Бахрам Агаев — стоял во главе социал-демократической организации иранских эмигрантов «Адалят» и состоял при Бакинском большевистском комитете. В Ленкорань его отправил Бакинский Комитет партии. По воспоминаниям Б. Агаева: «в 1919 г. Бакинский большевистский комитет решил направить на Мугань группу примерно из 25 человек, среди них был и я. Завладев катером в Баиловском порту, мы отправились в Ленкорань». Члены партии «Адалят» не только работали в азербайджанских деревнях, но и создавали там партийные ячейки.
Новая власть, как свидетельствовал Пономарёв, ещё именовалась Комитетом связи. 2 мая в Народном доме состоялось собрание. По предложению коммунистов (большевики переименовали партию на Коммунистическую ещё в 1918 году — прим.) оно обсудило вопрос о власти и потребовало «немедленного провозглашения Советской власти на Мугани и создания Красной Армии для защиты её». 13 мая прошли выборы на местный съезд Советов. Спустя два дня, 15 числа, в Ленкоране поздно вечером, в помещении Исполнительного комитета открылся Чрезвычайный съезд муганских Советов крестьянских депутатов, который заседал 4 дня. Съезд из помещения Исполнительного Комитет затем перешёл в помещение реального училища.
Председателем Съезда избрали Бахрама Агаева. На нём присутствовало до 500 делагатов. Гусейнов, Синицын пишут, что к началу съезда присутствовало до 1000 делегатов и столько же гостей и национальный состав был таков: 600 мусульман, до 300 русских, остальные — грузины, армяне, немцы и другие. По Е. А. Токаржевскому в Съезде участвовало около тысячи депутатов, а М. Искендеров пишет о свыше тысячи крестьянских делегатах, среди которых 600 азербайджанцев, 300 русских На Съезде были рассмотрены 16 вопросов. По рассказу Донского Съезд проходил при следующих условиях: «Помню[,] как Бочарников заставил голосовать револьвером. Когда я стоял часовым, я помню[,] полковник Орлов говорил о чём-то, потом начались выборы. Помню[,] драка происходила, кто-то во флотском костюме — там все эсеры были — хотел первенство взять, в это время Бочарников с „Кольтом“ вскочил на скамейку и говорит: голосуйте за наших делегатов. Тут паника». Он придерживался мнения, что М. Бочарников «полуанархист и коммунист, а в прошлом активный мародёр». Бакинская большевистская газета «Набат» со своей стороны писала, что «настроение съезда выше похвал. Порядок всюду образцовый».
Съезд провозгласил на Мугани Советскую власть с центром в Ленкоране. 22 мая А. И. Микоян сообщал:
Только что получили точные сведения с Мугани: там уже закончился съезд, куда съехалось до пятисот делегатов, больше половины мусульман. Съезд прошёл под руководством наших товарищей. Единогласно принята резолюция о том, что Мугань объявляется Советской республикой. Мусульмане-крестьяне требуют организоваться для борьбы против деникинцев и англичан и двинуться походом на Баку и свергнуть буржуазную власть.
18 мая Съезд избрал Муганский краевой Совет рабочих и крестьянских депутатов, а тот в свою очередь избрал Краевой Исполнительный Комитет (Исполком) во главе с большевиками. Председателем Краевого Совета был избран один из активных руководителей партизанского движения на, Мугани, видный участник революционного восстания Ленкорани Давыд Данилович Чиркин; его заместителем съезд утвердил одного из работников Ленкоранского отделения кооперативного общества «Самопомощь» — Ширали Ахундова из талышского селения Хавзава. Руководящую роль в Совете играли коммунисты. В блоке с ними выступали левые эсеры. Крайсоветом и Исполкомом были организованы Совет народного хозяйства, Чрезвычайная следственная комиссия, Военная коллегия, отделы иностранных дел и юстиции, внутренних дел, народного образования, финансов и др.. На подконтрольной территории началось издание газеты «Известия Муганского исполнительного комитета». Важные задачи возлагались съездом Советов Мугани на Краевой Совет народного хозяйства. Намерение горкома партии и Краевого исполнительного комитета как можно быстрее организовать помощь крестьянской бедноте, рыбакам и жителям города, сделать так, чтобы трудящиеся массы полнее ощутили первые плоды деятельности Советов сказалось в подборе членов Совнархоза Мугани. В его состав вошли такие опытные в организации сельского хозяйства, рыбного дела и торговли люди, как Ширали Ахундов, Бахрам Агаев, Игнат Жикриков, Отто Лидак.

### Боевые действия на Мугани
События на Мугани пришлись на самый тяжёлый этап Гражданской войны. Преодолевая сопротивление горцев, войска генерала А. И. Деникина к июню захватили Дагестан и дошли до границы Азербайджана, даже перейдя её. Над Азербайджаном нависла угроза со стороны Добровольческой армии. Тяжёлой складывалась ситуация и для Советской России. 30 июня пал Царицын, красноармейцы перешли к обороне Астрахани, а 3 июля началось генеральное наступление белогвардейцев на Москву. Наступил, как указывал В. И. Ленин, «один из самых критических, по всей вероятности, даже самый критический момент социалистической революции». Если Мугани предполагалось отвести роль как базы для высадки советского десанта с целью организации подготовки наступления на Баку с юга и Т. Ульянцев-Отраднев даже доставил в Баку план совместных действий на случай начала наступления Астраханской флотилии, то развернувшиеся на Южном и Астраханском фронтах боевые действия, исключили возможность наступления Астраханского флота.
Провозглашение Советской власти на Мугани имело большое значение для Советской России, поскольку через Мугань теперь была установлена связь с Астраханью. Планировалось использовать Мугань и как базу для высадки советского десанта в дальнейшем с целью организации наступления на Баку. 29 апреля в Ленкорань прибыл угнанный из Баку баркас, который доставил много боеприпасов и денег. Кавказским краевым комитетом РКП(б) удалось перебросить также около 200 красноармейцев. Из сводки Оперативно-разведывательного отделения Главного управления Генерального штаба Военного министерства Азербайджанской Республики (не позднее 7 июля 1919 года):
1) Сила большевиков в Ленкорани от 1200 до 1500 человек, между которыми много фронтовиков (русских и армян). У большевиков в Ленкорани всего 4 орудия. Военная организация их довольно слабая, хотя офицеров-инструкторов у них достаточно.
2) В Мугани два отряда: а) большевистский — более сильный, имеет несколько офицеров и 12 орудий, б) второй отряд слабее, противобольшевистский. Количество людей в этих отрядах не выяснено; отряды имеют по 12 орудий, между которыми, в обоих отрядах, много неисправных. Противобольшевистский отряд сочувствует Добраармии, и недавно отрядом была послана делегация к Деникину с просьбой завладеть Ленкоранью и Муганью. Деникин обещал в ближайшем будущем выслать отряд.
3)…Сел. Пришиб — чисто большевистское. В нем не более 1000 человек вооруженных, имеет 4 орудия, а село Привольное, хотя не сочувствует большевикам, но нельзя и сказать, что преданно Азербайджану…

4) Господствующие высоты: Пренбель и Белясувар. В Белясуварах 3 орудия. База большевиков — Сара, где несколько гидропланов.
Советской власти на Мугани пришлось вести боевые действия на нескольких фронтах против выступивших азербайджанских и белогвардейских войск. Войска АДР наступали со стороны Сальяны. Они высадили в Астаре десант, который, соединившись с местными отрядами, повёл наступление на Ленкорань с юга. 23 июля военный министр АДР, генерал от артиллерии, Самедбек Мехмандаров обратился с воззванием к жителям Ленкоранского уезда:
Граждане!
По воле правительства Азербайджанской Республики я посылаю в Ленкоранский уезд отряд, которому приказано раз и навсегда прекратить гражданскую войну, водворить порядок, освободить вас от насильников и убийц, терзающих мирное население.
Азербайджанские войска приходят к вам носителями законности и справедливого отношения ко всем народам без различия национальности и религии, населяющих уезд, — эту неотъемлемую собственность Азербайджана.
Под покровом вооруженной силы будет немедленно восстановлена гражданская администрация по всем отраслям управления страной — где её еще нет.
Я уверен, что и вы сами, будучи равноправными гражданами Азербайджанской Республики и будучи заинтересованы в установлении, наконец, прочных основ мирного сожительства, всеми мерами поможете водворению полного порядка в стране — своим добровольным выполнением всех законных распоряжений властей и своим доброжелательным отношением к представителям правительства Азербайджанской Республики.
Вместе с сим предваряю, что никакие самочинные организации в виде всякого рода советов, краевых управ, так называемой «Муганской республики» — допущены не будут.
В Ленкоранском уезде признается одна лишь власть Азербайджанской Республики, и всякий ослушник её распоряжений подлежит ответственности по законам военного времени, как мятежник.
I. Оружие будет отобрано у всех принимавших участие в большевистских выступлениях и тех, которые проявляли непостоянство, переходя с одной стороны на другую.
… Предупреждаю, что никаких грабежей и насилий над русским населением не позволю, ибо считаю их гражданами Азербайджанской Республики наравне с прочими народностями уезда.
II. Вся земля, которою ныне владеют русские крестьяне и владели их отцы, будет за ними сохранена и отобранию не подлежит.
Но обеспечивая неприкосновенность личности и собственности за русскими поселянами, я требую и от них полного повиновения всем велениям закона и распоряжениям правительства.
Всякое вооруженное сопротивление будет караться смертной казнью и войскам приказано в этих случаях действовать беспощадно.
Об этом предупреждаю всех, кто вздумает под тем или иным предлогом возбуждать население против войск или властей.

В свою очередь, я приказал начальнику отряда принять все меры, чтобы войска не чинили жителям обид, и строго наказывать виновников всякого рода насилий над мирными гражданами…

### Конец республики
Во второй половине июля Ленкорань была окружена с трёх сторон силами противников.  23 июля 1919 года РВС, в виду безвыходности сложившегося положения, принял решение об эвакуации на остров Сара. В конце июля того же года азербайджанские войска заняли Ленкорань.

## В культуре и искусстве
- Становлению и существованию республики посвящён роман-хроника русскоязычного азербайджанского писателя Гусейна Наджафова «Лодки уходят в шторм».
- Установлению Советской власти в Мугани и Ленкорани посвящён советский фильм «Оазис в огне» (Азербайджанфильм, 1978)